# Небојша Зоркић
Небојша Зоркић (Београд, 21. августа 1961) је бивши југословенски и српски кошаркаш.
Током своје каријере наступао је између осталих за екипе Партизана и ОКК Београда.
Са репрезентацијом Југославије освојио је бронзану медаљу на Олимпијским играма 1984. у Лос Анђелесу. Такође је наступао на Европском првенству 1985.